# Nazionale maschile under 18 di pallacanestro del Mali
La nazionale di pallacanestro maliana Under-18 è una selezione giovanile della nazionale maliana di pallacanestro, ed è rappresentata dai migliori giocatori di nazionalità maliana di età non superiore ai 18 anni.
Partecipa a tutte le manifestazioni internazionali giovanili di pallacanestro per nazioni gestite dalla FIBA.

## Partecipazioni

### FIBA AfroBasket Under-18
- 1994 - 7°
- 2000 -  3°
- 2002 -  3°
- 2004 - 9°
- 2006 -  2°

- 2008 - 5°
- 2010 -  3°
- 2012 - 4°
- 2014 -  3°
- 2016 -  3°

- 2018 -  1°
- 2020 -  1°
- 2022 -  3°

## Formazioni
FIBA AfroBasket Under-18 20125 Diallo, 6 Kouyaté, 8 Guindo, 9 Coulibaly, 10 Diawara, 11 Drame, 12 Sidibé, 13 Traoré, 14 Ouattara, 15 Doumbia,        All. -
FIBA AfroBasket Under-18 20144 Mo. Diarra, 5 Sangaré, 6 Doucoure, 7 Kanouté, 8 M. Konate, 9 Dembele, 10 Coulibaly, 11 Mounkoro, 12 Pare, 13 Sissoko, 14 Ma. Diarra, 15 S. Konate,        All. Kaba Kante
Campionato africano maschile di pallacanestro Under-18 20184 Kanouté, 5 Djire, 7 Diabate, 9 Diakite, 10 Drame, 11 Ballo, 12 Coulibaly, 13 Camara, 14 Drame, 15 Traoré, 23 Keita, 24 Fofana,        All. Alhadji Dicko